# Trechona sericata
Trechona sericata är en spindelart som beskrevs av Karsch 1879. Trechona sericata ingår i släktet Trechona och familjen Dipluridae.
Artens utbredningsområde är Colombia. Inga underarter finns listade i Catalogue of Life.